# Madera de balsa
Se denomina madera de balsa a la madera del árbol que crece en la selva subtropical de Colombia, Ecuador, así como en Centroamérica y en otros países sudamericanos. Las condiciones geográficas y climáticas de la cuenca baja del río Guayas (Ecuador) hacen que el balso ecuatoriano tenga mayor desarrollo y sea de más calidad.
La madera de balsa es la madera más ligera que se conoce, con una densidad de 0.10 a 0.15 g/cm3 (100 kg/m^3 a 150 kg/m^3), lo que la hace más liviana que el corcho. Crece salvaje en los bosques tropicales de América del Sur, especialmente en Ecuador que la exporta a varios países. El árbol alcanza una altura de 20 y 25 metros, con troncos de 75 a 90 cm de diámetro. No es una especie en peligro, ya que crece rápidamente. Se tala a los 3 o 4 años; en un corte transversal muestra una estructura compuesta por múltiples pequeños alvéolos que le dan la calidad de su ligereza.
Es usada en diferentes aplicaciones tales como la construcción de tanques para químicos, tinas o bañeras, paletas para generadores eólicos, automóviles, camiones, botes, etc. La madera de balsa tiene entre otras cualidades: su gran capacidad de aislamiento térmico y acústico, su bajo peso, su facilidad para encolarse y el mínimo movimiento de agua entre sus celdas. También se utiliza, a nivel mundial, en aeromodelismo y maquetas de arquitectura. Son sus características:
Colores pálidos y rosados.
Peso liviano, y muy fácil de trabajar (bastan un serrucho y una lija).
Fácil de pegar.
- El escritor Ciro Alegría recoge en su novela La serpiente de oro, interesante documentación sobre los balseros de los valles de las 'fuentes marañonas'.[1]

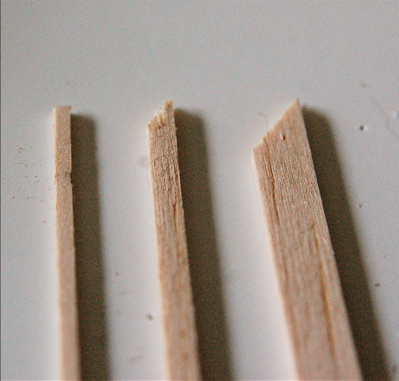
Tres tamaños de madera de balsa diferentes usados con propósitos de ocio
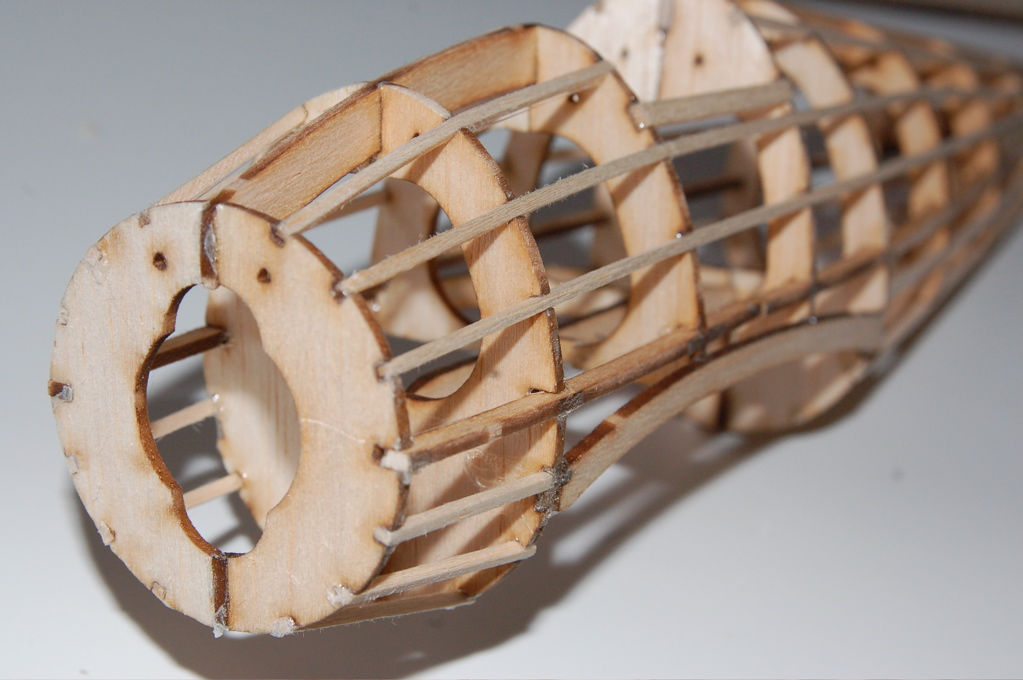
Marco de un aeroplano construido con varillas madera de balsa y fenolico cortado con láser.